# Język kobon
Język kobon – język transnowogwinejski używany w prowincjach Madang i Western Highlands w Papui-Nowej Gwinei. Według danych z 2007 roku posługuje się nim 10 tys. osób.
Występuje w nim rejestr pandanowy. Kobon charakteryzuje się zamkniętą klasą czasowników, na którą składa się ok. 130 rdzeni.
Sporządzono opis jego gramatyki (1981). Zapisywany alfabetem łacińskim. Jest nauczany w szkołach.